# كورديلة جافة
كورديلة جافة (الاسم العلمي: Cordylus aridus) (بالإنجليزية: Dwarf Karoo girdled lizard)‏ هي نوع من الزواحف تتبع جنس الكورديلة من فصيلة الكورديلات.